# Parodi
Parodi (af græsk: παρῳδία = parodia) betegner en efterligning af en person eller et fænomen, hvis karakteristiske træk man overdriver for at opnå en komisk effekt. For at forstå parodien kræves det således, at man kender den eller det, der bliver parodieret. Parodien er ofte polemisk, og er nært beslægtet med satire, ironi og karikaturer og bygger ofte på stereotype menneskeskildringer og en klichéfyldt handling.
Parodier kendes fra både litteratur, teater, herunder ikke mindst revyer, samt fra film og musik, om end ordet parodi indenfor musikken har en noget bredere betydning end i de øvrige kunstformer.
Politikerparodien er i Danmark et klassisk indslag i revyer, hvor Cirkusrevyen sædvanligvis har en parodi af den siddende statsminister. 
Blandt de klassiske statsministerparodier er Kurt Ravn som Poul Schlüter, Ulf Pilgaard som Poul Nyrup Rasmussen og Henrik Lykkegaard som Anders Fogh Rasmussen.
Visse kunstnere har specialiseret sig i parodi – det gælder blandt andre "Weird Al" Yankovic. 
Borat og Brüno af Sacha Baron Cohen er eksempler på spillefilm med en gennemgående parodi, — henholdsvis på en tv-vært fra Kazakstan og på en "fashionista".
Nogle film er en parodi på andre film, for eksempel er Højt at flyve en parodi på katastrofefilm.

## Henvisning
1. ↑  Rikke Rottensten (24. maj 2003). "Op og ned med Cirkusrevyen". Kristeligt Dagblad.